# Чери Три (Оклахома)
Чери Три (енгл. Cherry Tree) насељено је место без административног статуса у америчкој савезној држави Оклахома.

## Демографија
По попису из 2010. године број становника је 883, што је 319 (-26,5%) становника мање него 2000. године.
| Група             | 2000.       | 2010.       |
| Белци             | 208 (17,3%) | 126 (14,3%) |
| Афроамериканци    | 1 (0,1%)    | 0 (0,0%)    |
| Азијати           | 1 (0,1%)    | 0 (0,0%)    |
| Хиспаноамериканци | 30 (2,5%)   | 69 (7,8%)   |
| Укупно            | 1.202       | 883         |